# Y'a pas de bon silence
 (octobre 2015).
Si vous disposez d'ouvrages ou d'articles de référence ou si vous connaissez des sites web de qualité traitant du thème abordé ici, merci de compléter l'article en donnant les références utiles à sa vérifiabilité et en les liant à la section « Notes et références ».
Y'a pas de bon silence est le troisième album de l'auteur-compositeur David Jalbert. Il a écrit et composé l'ensemble des chansons se trouvant sur cet album.

## Titres
1. Jour de paye
2. Né du bon côté
3. Au bout du chemin
4. Y'a pas de bon silence
5. Hey Jack (1er extrait radio )
6. Des victimes du temps
7. Ma mère disait
8. Les embûches
9. L'hymne à la Montérégie
10. Des crampes dans les orteils
11. Si Dieu
12. La ruée vers l'or
13. Petit à petit
14. Mercredi soir

## Date de sortie
- «Y'a pas de bon silence » est sorti le 18 septembre 2012 sous l'étiquette Disques Jupiter.